# Bianca Bustamante
Bianca Bustamante (Manila, Filipinas, 19 de enero de 2005) es una piloto de automovilismo filipina. En 2023 resultó séptima con dos victorias en la F1 Academy con Prema Racing e integró al Programa de Jóvenes Pilotos de McLaren. En octubre de 2023 se confirmó su participación en 2024 en la misma categoría en la escudería ART Grand Prix.

## Carrera

### W Series
Bustamante participó en los test de pretemporada para ser candidata a la categoría frente a otras 14 pilotos. En marzo de 2022 fue elegida para competir en la categoría junto a otras 19 pilotos. Acabó en 15.ª posición en el campeonato por haber conseguido 2 puntos en la primera carrera en Miami. 

### Campeonato de EAU de Fórmula 4
En enero de 2023 se confirmó la participación de Bustamante en la temporada 2023 del campeonato de EAU de Fórmula 4. Acabó 27.º posición habiendo logrado 3 puntos a lo largo del año.

### F1 Academy

#### 2023
En febrero de 2023 se confirmó la entrada de Bustamante como segunda integrante del equipo Prema Racing, con la que compartiría asiento con Marta García y Chloe Chong.Sus mejores resultados han sido las dos victorias en el Circuito Ricardo Tormo de Valencia y Monza (2.º y 3.º ronda) y dos segundas posiciones en el Red Bull Ring y Monza (1.º y 2.º rondas). Actualmente se encuentra en una 7.ª posición con 114 puntos.

#### 2024
En octubre de 2023 McLaren anunció que Bianca formaría parte del programa de jóvenes pilotos de McLaren. Con esto sería la primera piloto en ser confirmada en competir en la temporada 2024 de la F1 Academy junto a ART, así como de ser la primera mujer en formar parte en el programa de formación de pilotos de McLaren.

Antes de la última carrera de la temporada 2024 McLaren decide no seguir con Bustamante.
Bustamante Firma para la GB3 Elite series de Gran Bretaña para la temporada 2025

### F4 Italiana
En mayo de 2023 se anunció que correría exclusivamente en Spa-Francorchamps en sustitución de Aurelia Nobels.

### F4 Sudeste Asiático
El 4 de noviembre de 2023 se confirmó la participación de Bustamante en el 70.º Gran Premio de Macao con la escudería BlackArts Racing (Hong Kong) los días 11 y 12 de noviembre. El vehículo empleado será el Tatuus F4-T421. En el Gran Premio dispondrá de una sesión de prácticas, una clasificatoria y dos carreras.

## Resumen de carrera
| Temporada | Categoría                                    | Equipo               | Carreras     | Victorias    | Poles        | VR           | Podios       | Puntos       | Pos.         |
| --------- | -------------------------------------------- | -------------------- | ------------ | ------------ | ------------ | ------------ | ------------ | ------------ | ------------ |
| 2022      | USF Juniors                                  | IGY6 Motorsports     | 4            | 0            | 0            | 0            | 0            | 32           | 25.ª         |
| 2022      | W Series                                     | W Series Academy     | 7            | 0            | 0            | 0            | 0            | 2            | 15.ª         |
| 2022      | Indian Racing League                         | Bangalore Speedsters | 5            | 0            | 0            | 0            | 0            | 46           | 17.ª         |
| 2023      | Campeonato de EAU de Fórmula 4               | Prema Racing         | 15           | 0            | 0            | 0            | 0            | 3            | 27.ª         |
| 2023      | F1 Academy                                   | Prema Racing         | 21           | 2            | 1            | 0            | 4            | 116          | 7.ª          |
| 2023      | Campeonato de Italia de Fórmula 4            | Prema Racing         | 3            | 0            | 0            | 0            | 0            | 0            | 44.ª         |
| 2023      | USF Juniors                                  | Exclusive Autosport  | 3            | 0            | 0            | 0            | 0            | 27           | 17.ª         |
| 2023      | Campeonato del Sudeste Asiático de Fórmula 4 | BlackArts Racing     | 2            | 0            | 0            | 0            | 0            | 0            | NC           |
| 2024      | Fórmula Winter Series                        | GRS Team             | 8            | 0            | 0            | 0            | 0            | 0            | 40.ª         |
| 2024      | F1 Academy                                   | ART Grand Prix       | 14           | 0            | 0            | 1            | 1            | 73           | 7.ª          |
| 2024      | Campeonato Euro 4                            | ART Grand Prix       | 3            | 0            | 0            | 0            | 0            | 0            | 34.ª         |
| 2024      | Campeonato de Italia de Fórmula 4            | ART Grand Prix       | 3            | 0            | 0            | 0            | 0            | 0            | 52.ª         |
| 2024      | Campeonato de F4 Británica                   | Hitech Pulse-Eight   | 3            | 0            | 0            | 0            | 0            | 6            | 29.ª         |
| 2025      | Campeonato GB3                               | Elite Motorsport     | Disputándose | Disputándose | Disputándose | Disputándose | Disputándose | Disputándose | Disputándose |
| Fuente:   |                                              |                      |              |              |              |              |              |              |              |

## Resultados

### W Series
(Clave) (negrita indica pole position) (cursiva indica vuelta rápida)

| Año  | Escudería        | 1   | 1   | 2   | 3   | 4   | 5   | 6   | Pos. | Puntos | Ref.   |
| ---- | ---------------- | --- | --- | --- | --- | --- | --- | --- | ---- | ------ | ------ |
| 2022 | W Series Academy | MIA | MIA | BAR | SIL | LEC | BUD | SIN | 15.ª | 2      | [ 13 ] |
| 2022 | W Series Academy | 9   | 14  | 15  | 17  | 15  | Ret | 15  | 15.ª | 2      | [ 13 ] |

### F1 Academy
(Clave) (negrita indica pole position) (cursiva indica vuelta rápida)

| Año  | Escudería    | 1   | 1   | 1   | 2   | 2   | 2   | 3   | 3   | 3   | 4   | 4   | 4   | 5   | 5   | 5   | 6   | 6   | 6   | 7   | 7   | 7   | Pos. | Puntos | Ref.   |
| ---- | ------------ | --- | --- | --- | --- | --- | --- | --- | --- | --- | --- | --- | --- | --- | --- | --- | --- | --- | --- | --- | --- | --- | ---- | ------ | ------ |
| 2023 | Prema Racing | SPI | SPI | SPI | VAL | VAL | VAL | BAR | BAR | BAR | ZAN | ZAN | ZAN | MNZ | MNZ | MNZ | LEC | LEC | LEC | AUS | AUS | AUS | 7.ª  | 116    | [ 14 ] |
| 2023 | Prema Racing | 2   | 9   | NC  | 5   | 1   | 7   | 4   | 14† | 10  | 10  | 8   | 5   | Ret | 2   | 1   | 13  | 10  | 14  | 4   | 7   | 13  | 7.ª  | 116    | [ 14 ] |